# مینییپ
مینییپ (به انگلیسی: Minyip) یک شهرک در استرالیا است که در ویکتوریا (استرالیا) واقع شده‌است.